# Lithobates vibicarius
Lithobates vibicarius är en groddjursart som först beskrevs av Edward Drinker Cope 1894. Arten ingår i släktet Lithobates, och familjen äkta grodor. Internationella naturvårdsunionen (IUCN) kategoriserar arten globalt som sårbar. Inga underarter finns listade i Catalogue of Life.